# Кокал-ду-Сул
Кокал-ду-Сул (порт. Cocal do Sul)  —  муниципалитет в Бразилии, входит в штат Санта-Катарина. Составная часть мезорегиона Юг штата Санта-Катарина. Находится в составе крупной городской агломерации Агломерация Карбонифера. Входит в экономико-статистический  микрорегион Крисиума. Население составляет 15 074 человека на 2006 год. Занимает площадь 71,210 км². Плотность населения — 211,7 чел./км².
Праздник города — 26 сентября.

## История
Город основан 26 сентября 1991 года.

## Статистика
- Валовой внутренний продукт на 2004 составляет 237.292.323,00 реалов (данные: Бразильский институт географии и статистики).
- Валовой внутренний продукт на душу населения на 2004 составляет 16.184,17 реалов (данные: Бразильский институт географии и статистики).
- Индекс развития человеческого потенциала на 2000 составляет 0,823 (данные: Программа развития ООН).